# Таваколиан, Амир
Амир Таваколиан (перс. امیر توکلیان‎; род. 7 сентября 1971, Мешхед, Иран) — иранский борец вольного стиля, серебряный призёр чемпионата мира (2001), обладатель Кубка мира в командном зачёте (1996), двукратный чемпион Азии (1995, 2001) и чемпион Азиатских игр (1998).